# NOCO 400 2023
La NOCO 400 2023 è stata una gara della NASCAR Cup Series tenutasi il 16 aprile 2023 al Martinsville Speedway a Ridgeway, Virginia. Ha disputato oltre 400 giri sullo short track a forma di graffetta di 0,526 miglia (0,847 km); è stata la nona gara della stagione 2023 della NASCAR Cup Series.

## Il contesto

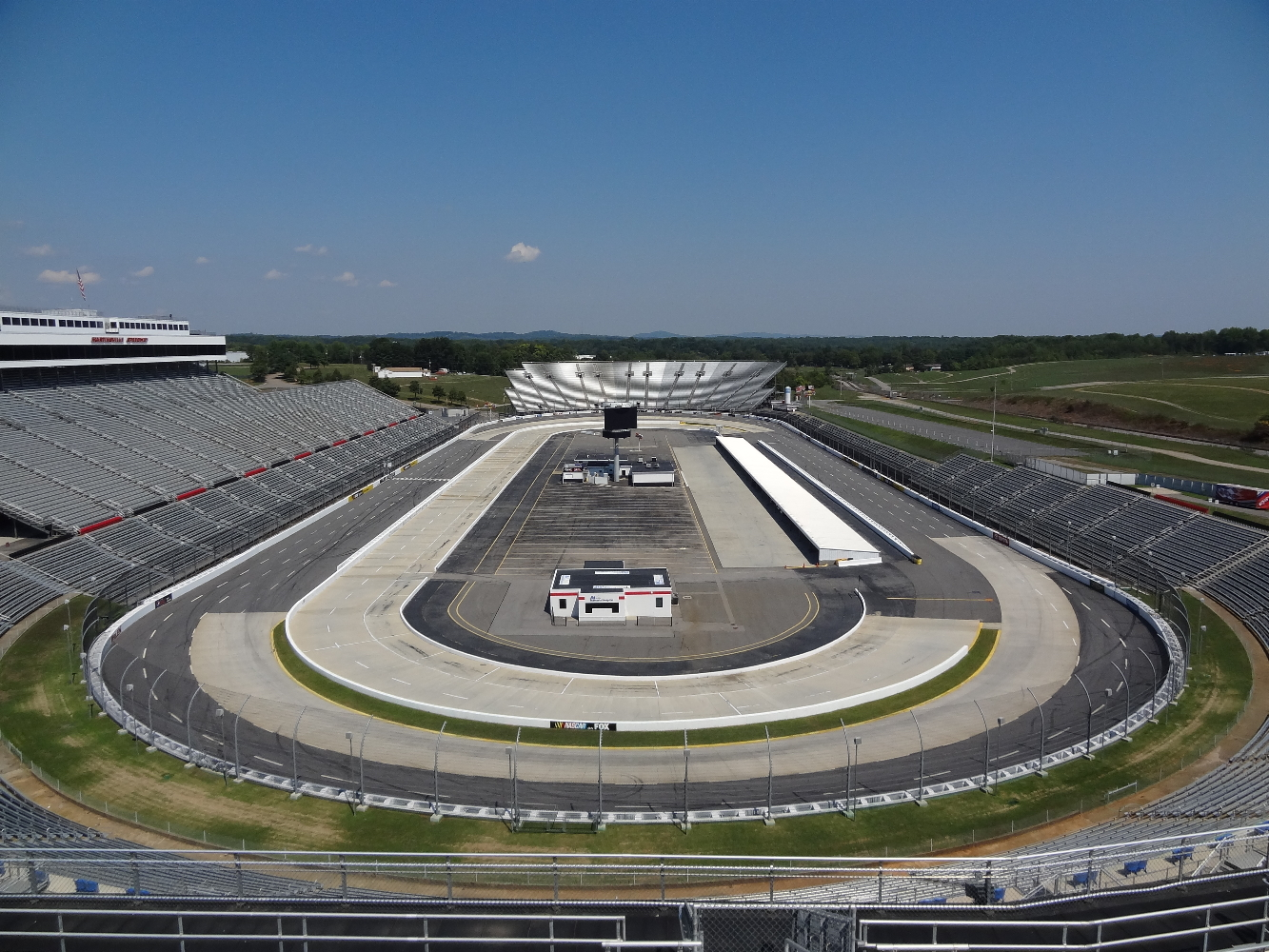
Il Martinsville Speedway, il circuito dove si è tenuta la gara

Il Martinsville Speedway è una pista da corsa per stock car di proprietà della NASCAR situata nella contea di Henry, a Ridgeway, in Virginia, appena a sud di Martinsville. Con una lunghezza di 0,526 miglia (0,847 km), è la pista più breve della NASCAR Cup Series. La pista è stata anche una delle prime piste ovali asfaltate della NASCAR, costruita nel 1947 da H. Clay Earles. È anche l'unica pista rimasta sul circuito NASCAR sin dal suo inizio nel 1948.
Questa gara ha visto il ritorno di Chase Elliott, dopo aver saltato le sei gare precedenti a causa di un infortunio dovuto a un incidente sugli sci.

### Partecipanti
- (R) denota un pilota al 1º anno di partecipazione (rookie).
- (i) denota un pilota non idoneo per i punti pilota della serie.

| Nº                           | Pilota              | Squadra                  | Costruttore |
| ---------------------------- | ------------------- | ------------------------ | ----------- |
| 1                            | Ross Chastain       | Trackhouse Racing        | Chevrolet   |
| 2                            | Austin Cindric      | Team Penske              | Ford        |
| 3                            | Austin Dillon       | Richard Childress Racing | Chevrolet   |
| 4                            | Kevin Harvick       | Stewart–Haas Racing      | Ford        |
| 5                            | Kyle Larson         | Hendrick Motorsports     | Chevrolet   |
| 6                            | Brad Keselowski     | RFK Racing               | Ford        |
| 7                            | Corey LaJoie        | Spire Motorsports        | Chevrolet   |
| 8                            | Kyle Busch          | Richard Childress Racing | Chevrolet   |
| 9                            | Chase Elliott       | Hendrick Motorsports     | Chevrolet   |
| 10                           | Aric Almirola       | Stewart–Haas Racing      | Ford        |
| 11                           | Denny Hamlin        | Joe Gibbs Racing         | Toyota      |
| 12                           | Ryan Blaney         | Team Penske              | Ford        |
| 14                           | Chase Briscoe       | Stewart–Haas Racing      | Ford        |
| 15                           | J. J. Yeley (i)     | Rick Ware Racing         | Ford        |
| 16                           | A. J. Allmendinger  | Kaulig Racing            | Chevrolet   |
| 17                           | Chris Buescher      | RFK Racing               | Ford        |
| 19                           | Martin Truex Jr.    | Joe Gibbs Racing         | Toyota      |
| 20                           | Christopher Bell    | Joe Gibbs Racing         | Toyota      |
| 21                           | Harrison Burton     | Wood Brothers Racing     | Ford        |
| 22                           | Joey Logano         | Team Penske              | Ford        |
| 23                           | Bubba Wallace       | 23XI Racing              | Toyota      |
| 24                           | William Byron       | Hendrick Motorsports     | Chevrolet   |
| 31                           | Justin Haley        | Kaulig Racing            | Chevrolet   |
| 34                           | Michael McDowell    | Front Row Motorsports    | Ford        |
| 38                           | Tom Gilliland       | Front Row Motorsports    | Ford        |
| 41                           | Ryan Preece         | Stewart–Haas Racing      | Ford        |
| 42                           | Noah Gragson (R)    | Legacy Motor Club        | Chevrolet   |
| 43                           | Erik Jones          | Legacy Motor Club        | Chevrolet   |
| 45                           | Tyler Reddick       | 23XI Racing              | Toyota      |
| 47                           | Ricky Stenhouse Jr. | JTG Daugherty Racing     | Chevrolet   |
| 48                           | Alex Bowman         | Hendrick Motorsports     | Chevrolet   |
| 51                           | Zane Smith (i)      | Rick Ware Racing         | Ford        |
| 54                           | Ty Gibbs (R)        | Joe Gibbs Racing         | Toyota      |
| 77                           | Ty Dillon           | Spire Motorsports        | Chevrolet   |
| 78                           | Anthony Alfredo     | Live Fast Motorsports    | Chevrolet   |
| 99                           | Daniel Suárez       | Trackhouse Racing        | Chevrolet   |
| Lista ufficiale partecipanti |                     |                          |             |

## Prove libere
Tyler Reddick è stato il più veloce nella prima sessione di prove libere con un tempo di 20,217 secondi e una velocità di 93,664 mph (150,738 km/h).
| Pos                              | Nº | Pilota        | Squadra              | Costruttore | Tempo  | Velocità |
| -------------------------------- | -- | ------------- | -------------------- | ----------- | ------ | -------- |
| 1                                | 45 | Tyler Reddick | 23XI Racing          | Toyota      | 20"217 | 92,664   |
| 2                                | 24 | William Byron | Hendrick Motorsports | Chevrolet   | 20"395 | 92,846   |
| 3                                | 1  | Ross Chastain | Trackhouse Racing    | Chevrolet   | 20"397 | 92,837   |
| Risultati ufficiali prove libere |    |               |                      |             |        |          |

## Qualifiche
Ryan Preece ha ottenuto la pole per la gara con un tempo di 19,979 e una velocità di 94,780 mph (152,534 km/h).

### Risultati
| Pos                                  | Nº | Pilota              | Squadra                  | Costruttore | R1     | R2     |
| ------------------------------------ | -- | ------------------- | ------------------------ | ----------- | ------ | ------ |
| 1                                    | 41 | Ryan Preece         | Stewart–Haas Racing      | Ford        | 20"046 | 19"979 |
| 2                                    | 99 | Daniel Suárez       | Trackhouse Racing        | Chevrolet   | 20"139 | 20"081 |
| 3                                    | 10 | Aric Almirola       | Stewart–Haas Racing      | Ford        | 20"059 | 20"081 |
| 4                                    | 14 | Chase Briscoe       | Stewart–Haas Racing      | Ford        | 20"055 | 20"112 |
| 5                                    | 19 | Martin Truex Jr.    | Joe Gibbs Racing         | Toyota      | 20"106 | 20"119 |
| 6                                    | 45 | Tyler Reddick       | 23XI Racing              | Toyota      | 20"252 | 20"128 |
| 7                                    | 4  | Kevin Harvick       | Stewart–Haas Racing      | Ford        | 20"159 | 20"150 |
| 8                                    | 24 | William Byron       | Hendrick Motorsports     | Chevrolet   | 20"193 | 20"155 |
| 9                                    | 23 | Bubba Wallace       | 23XI Racing              | Toyota      | 20"059 | 20"167 |
| 10                                   | 17 | Chris Buescher      | RFK Racing               | Ford        | 20"244 | 20"191 |
| 11                                   | 11 | Denny Hamlin        | Joe Gibbs Racing         | Toyota      | 20"227 | —      |
| 12                                   | 54 | Ty Gibbs (R)        | Joe Gibbs Racing         | Toyota      | 20"232 | —      |
| 13                                   | 38 | Todd Gilliland      | Front Row Motorsports    | Ford        | 20"267 | —      |
| 14                                   | 16 | A. J. Allmendinger  | Kaulig Racing            | Chevrolet   | 20"297 | —      |
| 15                                   | 22 | Joey Logano         | Team Penske              | Ford        | 20"304 | —      |
| 16                                   | 47 | Ricky Stenhouse Jr. | JTG Daugherty Racing     | Chevrolet   | 20"307 | —      |
| 17                                   | 8  | Kyle Busch          | Richard Childress Racing | Chevrolet   | 20"326 | —      |
| 18                                   | 3  | Austin Dillion      | Richard Childress Racing | Chevrolet   | 20"353 | —      |
| 19                                   | 5  | Kyle Larson         | Hendrick Motorsports     | Chevrolet   | 20"356 | —      |
| 20                                   | 34 | Michael McDowell    | Front Row Motorsports    | Ford        | 20"362 | —      |
| 21                                   | 6  | Brad Keselowski     | RFK Racing               | Ford        | 20"377 | —      |
| 22                                   | 20 | Christopher Bell    | Joe Gibbs Racing         | Toyota      | 20"382 | —      |
| 23                                   | 48 | Alex Bowman         | Hendrick Motorsports     | Chevrolet   | 20"382 | —      |
| 24                                   | 9  | Chase Elliott       | Hendrick Motorsports     | Chevrolet   | 20"384 | —      |
| 25                                   | 2  | Austin Cindric      | Team Penske              | Ford        | 20"394 | —      |
| 26                                   | 31 | Justin Haley        | Kaulig Racing            | Chevrolet   | 20"395 | —      |
| 27                                   | 7  | Corey LaJoie        | Spire Motorsports        | Chevrolet   | 20"408 | —      |
| 28                                   | 43 | Erik Jones          | Legacy Motor Club        | Chevrolet   | 20"409 | —      |
| 29                                   | 42 | Noah Gragson (R)    | Legacy Motor Club        | Chevrolet   | 20"469 | —      |
| 30                                   | 78 | Anthony Alfredo (i) | Live Fast Motorsports    | Chevrolet   | 20"478 | —      |
| 31                                   | 12 | Ryan Blaney         | Team Penske              | Ford        | 20"507 | —      |
| 32                                   | 21 | Harrison Burton     | Wood Brothers Racing     | Ford        | 20"507 | —      |
| 33                                   | 51 | Zane Smith (i)      | Rick Ware Racing         | Ford        | 20"571 | —      |
| 34                                   | 1  | Ross Chastain       | Trackhouse Racing        | Chevrolet   | 20"619 | —      |
| 35                                   | 77 | Ty Dillon           | Spire Motorsports        | Chevrolet   | 20"624 | —      |
| 36                                   | 15 | J. J. Yeley         | Rick Ware Racing         | Ford        | 20"673 | —      |
| Risultati ufficiali delle qualifiche |    |                     |                          |             |        |        |

## Gara

### Risultati

#### Risultati Stage
Stage 1
Giri: 80
| Pos                         | Nº | Pilota        | Squadra              | Costruttore | Punti |
| --------------------------- | -- | ------------- | -------------------- | ----------- | ----- |
| 1                           | 41 | Ryan Preece   | Stewart–Haas Racing  | Ford        | 10    |
| 2                           | 10 | Aric Almirola | Stewart–Haas Racing  | Ford        | 9     |
| 3                           | 45 | Tyler Reddick | 23XI Racing          | Toyota      | 8     |
| 4                           | 99 | Daniel Suárez | Trackhouse Racing    | Chevrolet   | 7     |
| 5                           | 14 | Chase Briscoe | Stewart–Haas Racing  | Ford        | 6     |
| 6                           | 4  | Kevin Harvick | Stewart–Haas Racing  | Ford        | 5     |
| 7                           | 23 | Bubba Wallace | 23XI Racing          | Toyota      | 4     |
| 8                           | 11 | Denny Hamlin  | Joe Gibbs Racing     | Toyota      | 3     |
| 9                           | 5  | Kyle Larson   | Hendrick Motorsports | Chevrolet   | 2     |
| 10                          | 24 | William Byron | Hendrick Motorsports | Chevrolet   | 1     |
| Risultati ufficiali Stage 1 |    |               |                      |             |       |

Stage 2
Giri: 100
| Pos                         | Nº | Pilota          | Squadra               | Costruttore | Punti |
| --------------------------- | -- | --------------- | --------------------- | ----------- | ----- |
| 1                           | 4  | Kevin Harvick   | Stewart–Haas Racing   | Ford        | 10    |
| 2                           | 14 | Chase Briscoe   | Stewart–Haas Racing   | Ford        | 9     |
| 3                           | 11 | Denny Hamlin    | Joe Gibbs Racing      | Toyota      | 8     |
| 4                           | 45 | Tyler Reddick   | 23XI Racing           | Toyota      | 7     |
| 5                           | 6  | Brad Keselowski | RFK Racing            | Ford        | 6     |
| 6                           | 1  | Ross Chastain   | Trackhouse Racing     | Chevrolet   | 5     |
| 7                           | 38 | Todd Gilliland  | Front Row Motorsports | Ford        | 4     |
| 8                           | 99 | Daniel Suárez   | Trackhouse Racing     | Chevrolet   | 3     |
| 9                           | 10 | Aric Almirola   | Stewart–Haas Racing   | Ford        | 2     |
| 10                          | 5  | Kyle Larson     | Hendrick Motorsports  | Chevrolet   | 1     |
| Risultati ufficiali Stage 1 |    |                 |                       |             |       |

#### Final Stage
Stage 3
Giri: 220
| Pos                      | Griglia | Nº | Pilota              | Squadra                  | Costruttore | Giri | Punti |
| ------------------------ | ------- | -- | ------------------- | ------------------------ | ----------- | ---- | ----- |
| 1                        | 19      | 5  | Kyle Larson         | Hendrick Motorsports     | Chevrolet   | 400  | 43    |
| 2                        | 15      | 22 | Joey Logano         | Team Penske              | Ford        | 400  | 35    |
| 3                        | 5       | 19 | Martin Truex Jr.    | Joe Gibbs Racing         | Toyota      | 400  | 34    |
| 4                        | 11      | 11 | Denny Hamlin        | Joe Gibbs Racing         | Toyota      | 400  | 44    |
| 5                        | 4       | 14 | Chase Briscoe       | Stewart–Haas Racing      | Ford        | 400  | 47    |
| 6                        | 3       | 10 | Aric Almirola       | Stewart–Haas Racing      | Ford        | 400  | 42    |
| 7                        | 31      | 12 | Ryan Blaney         | Team Penske              | Ford        | 400  | 30    |
| 8                        | 16      | 47 | Ricky Stenhouse Jr. | JTG Daugherty Racing     | Chevrolet   | 400  | 29    |
| 9                        | 9       | 23 | Bubba Wallace       | 23XI Racing              | Toyota      | 400  | 32    |
| 10                       | 24      | 9  | Chase Elliott       | Hendrick Motorsports     | Chevrolet   | 400  | 27    |
| 11                       | 23      | 48 | Alex Bowman         | Hendrick Motorsports     | Chevrolet   | 400  | 26    |
| 12                       | 18      | 3  | Austin Dillon       | Richard Childress Racing | Chevrolet   | 400  | -35   |
| 13                       | 34      | 1  | Ross Chastain       | Trackhouse Racing        | Chevrolet   | 400  | 29    |
| 14                       | 10      | 17 | Chris Buescher      | RFK Racing               | Ford        | 400  | 23    |
| 15                       | 1       | 41 | Ryan Preece         | Stewart–Haas Racing      | Ford        | 400  | 32    |
| 16                       | 22      | 20 | Christopher Bell    | Joe Gibbs Racing         | Toyota      | 400  | 21    |
| 17                       | 2       | 99 | Daniel Suárez       | Trackhouse Racing        | Chevrolet   | 400  | 30    |
| 18                       | 12      | 54 | Ty Gibbs (R)        | Joe Gibbs Racing         | Toyota      | 400  | 19    |
| 19                       | 20      | 34 | Michael McDowell    | Front Row Motorsports    | Ford        | 400  | 18    |
| 20                       | 7       | 4  | Kevin Harvick       | Stewart–Haas Racing      | Ford        | 400  | 32    |
| 21                       | 17      | 8  | Kyle Busch          | Richard Childress Racing | Chevrolet   | 400  | 16    |
| 22                       | 6       | 45 | Tyler Reddick       | 23XI Racing              | Toyota      | 400  | 30    |
| 23                       | 8       | 24 | William Byron       | Hendrick Motorsports     | Chevrolet   | 400  | 15    |
| 24                       | 21      | 6  | Brad Keselowski     | RFK Racing               | Ford        | 400  | 19    |
| 25                       | 13      | 28 | Todd Gilliland      | Front Row Motorsports    | Ford        | 399  | 16    |
| 26                       | 27      | 7  | Corey LaJoie        | Spire Motorsports        | Chevrolet   | 399  | 11    |
| 27                       | 14      | 16 | A. J. Allmendinger  | Kaulig Racing            | Chevrolet   | 399  | 10    |
| 28                       | 26      | 31 | Justin Haley        | Kaulig Racing            | Chevrolet   | 398  | 9     |
| 29                       | 32      | 21 | Harrison Burton     | Wood Brothers Racing     | Ford        | 398  | 8     |
| 30                       | 29      | 42 | Noah Gragson (R)    | Legacy Motor Club        | Chevrolet   | 398  | 7     |
| 31                       | 28      | 43 | Erik Jones          | Legacy Motor Club        | Chevrolet   | 398  | 6     |
| 32                       | 35      | 77 | Ty Dillon           | Spire Motorsports        | Chevrolet   | 397  | 5     |
| 33                       | 25      | 2  | Austin Cindric      | Team Penske              | Ford        | 397  | 4     |
| 34                       | 33      | 51 | Zane Smith (i)      | Rick Ware Racing         | Ford        | 395  | 0     |
| 35                       | 30      | 78 | Anthony Alfredo (i) | Live Fast Motorsports    | Chevrolet   | 390  | 0     |
| 36                       | 36      | 15 | J. J. Yeley (i)     | Rick Ware Racing         | Ford        | 337  | 0     |
| Risultati ufficiali gara |         |    |                     |                          |             |      |       |

### Statistiche della gara
- Cambiamenti 1ª posizione: 10, con 9 piloti diversi
- Cautions/Giri: 5 caution per 50 giri
- Bandiere rosse: 0
- Tempo di gara: 2 ore, 50 minuti e 35 secondi
- Velocità media: 74,005 miglia orarie (119,100 km/h)

## Classifica dopo la gara

### Classifica piloti
| 1                           | Christopher Bell    | 302       |
| 2                           | Ross Chastain       | 297 (–5)  |
| 3                           | Kevin Harvick       | 287 (–15) |
| 4                           | Kyle Larson         | 285 (–17) |
| 5                           | Martin Truex Jr.    | 266 (–36) |
| 6                           | Tyler Reddick       | 265 (–37) |
| 7                           | Joey Logano         | 258 (–44) |
| 8                           | Kyle Busch          | 250 (–52) |
| 9                           | Denny Hamlin        | 247 (–55) |
| 10                          | Ryan Blaney         | 241 (–61) |
| 11                          | Alex Bowman         | 237 (–65) |
| 12                          | Brad Keselowski     | 235 (–67) |
| 13                          | Ricky Stenhouse Jr. | 223 (–79) |
| 14                          | Chase Briscoe       | 210 (–92) |
| 15                          | William Byron       | 208 (–94) |
| 16                          | Chris Buescher      | 206 (–96) |
| Classifica piloti ufficiale |                     |           |

### Classifica costruttori
| Pos | Costruttore | Punti     |
| --- | ----------- | --------- |
| 1   | Chevrolet   | 342       |
| 2   | Toyota      | 313 (–29) |
| 3   | Ford        | 303 (–39) |

- Nota: solo le prime 16 posizioni sono incluse per la classifica piloti.